# Zurich Classic of New Orleans
Le Zurich Classic of New Orleans est un tournoi de golf professionnel masculin du PGA Tour disputé en Louisiane, à proximité de la Nouvelle-Orléans.
À partir de 2017, le tournoi est disputé par équipe, une première sur le PGA Tour depuis le Walt Disney World Team Championship en 1981 . Le jeudi et le samedi le format de jeu est le Foursome, tandis que le vendredi et le dimanche le tournoi se joue en quatre balles. Le vendredi un cut est fixé, seules les 35 meilleures équipes et exæquo sont qualifiées pour le week-end.

## Palmarès
| Année                                 | Vainqueur                      | Nationalité        |
| Crescent City Open                    | Crescent City Open             | Crescent City Open |
| ------------------------------------- | ------------------------------ | ------------------ |
| 1938                                  | Harry Cooper                   | Angleterre         |
| New Orleans Open                      |                                |                    |
| 1939                                  | Henry Picard                   | États-Unis         |
| 1940                                  | Jimmy Demaret                  | États-Unis         |
| 1941                                  | Henry Picard                   | États-Unis         |
| 1942                                  | Lloyd Mangrum                  | États-Unis         |
| 1943 : Pas de tournoi                 |                                |                    |
| 1944                                  | Sam Byrd                       | États-Unis         |
| 1945                                  | Byron Nelson                   | États-Unis         |
| 1946                                  | Byron Nelson                   | États-Unis         |
| 1947 : Pas de tournoi                 |                                |                    |
| 1948                                  | Bob Hamilton                   | États-Unis         |
| Greater New Orleans Open Invitational |                                |                    |
| 1949-1957 : Pas de tournoi            |                                |                    |
| 1958                                  | Billy Casper                   | États-Unis         |
| 1959                                  | Bill Collins                   | États-Unis         |
| 1960                                  | Dow Finsterwald                | États-Unis         |
| 1961                                  | Doug Sanders                   | États-Unis         |
| 1962                                  | Bo Wininger                    | États-Unis         |
| 1963                                  | Bo Wininger                    | États-Unis         |
| 1964                                  | Mason Rudolph                  | États-Unis         |
| 1965                                  | Dick Mayer                     | États-Unis         |
| 1966                                  | Frank Beard                    | États-Unis         |
| 1967                                  | George Knudson                 | Canada             |
| 1968                                  | George Archer                  | États-Unis         |
| 1969                                  | Larry Hinson                   | États-Unis         |
| 1970                                  | Miller Barber                  | États-Unis         |
| 1971                                  | Frank Beard                    | États-Unis         |
| Greater New Orleans Open              |                                |                    |
| 1972                                  | Gary Player                    | Afrique du Sud     |
| 1973                                  | Jack Nicklaus                  | États-Unis         |
| 1974                                  | Lee Trevino                    | États-Unis         |
| First NBC New Orleans Open            |                                |                    |
| 1975                                  | Billy Casper                   | États-Unis         |
| 1976                                  | Larry Ziegler                  | États-Unis         |
| 1977                                  | Jim Simons                     | États-Unis         |
| 1978                                  | Lon Hinkle                     | États-Unis         |
| 1979                                  | Hubert Green                   | États-Unis         |
| Greater New Orleans Open              |                                |                    |
| 1980                                  | Tom Watson                     | États-Unis         |
| USF&G New Orleans Open                |                                |                    |
| 1981                                  | Tom Watson                     | États-Unis         |
| USF&G Classic                         |                                |                    |
| 1982                                  | Scott Hoch                     | États-Unis         |
| 1983                                  | Bill Rogers                    | États-Unis         |
| 1984                                  | Bob Eastwood                   | États-Unis         |
| 1985                                  | Seve Ballesteros               | Espagne            |
| 1986                                  | Calvin Peete                   | États-Unis         |
| 1987                                  | Ben Crenshaw                   | États-Unis         |
| 1988                                  | Chip Beck                      | États-Unis         |
| 1989                                  | Tim Simpson                    | États-Unis         |
| 1990                                  | David Frost                    | Afrique du Sud     |
| 1991                                  | Ian Woosnam                    | Pays de Galles     |
| Freeport-McMoRan Golf Classic         |                                |                    |
| 1992                                  | Chip Beck                      | États-Unis         |
| 1993                                  | Mike Standly                   | États-Unis         |
| Freeport-McMoRan Classic              |                                |                    |
| 1994                                  | Ben Crenshaw                   | États-Unis         |
| 1995                                  | Davis Love III                 | États-Unis         |
| Freeport-McDermott Classic            |                                |                    |
| 1996                                  | Scott McCarron                 | États-Unis         |
| 1997                                  | Brad Faxon                     | États-Unis         |
| 1998                                  | Lee Westwood                   | Angleterre         |
| Compaq Classic of New Orleans         |                                |                    |
| 1999                                  | Carlos Franco                  | Paraguay           |
| 2000                                  | Carlos Franco                  | Paraguay           |
| 2001                                  | David Toms                     | États-Unis         |
| 2002                                  | K.J. Choi                      | Corée du Sud       |
| HP Classic of New Orleans             |                                |                    |
| 2003                                  | Steve Flesch                   | États-Unis         |
| 2004                                  | Vijay Singh                    | Fidji              |
| Zurich Classic of New Orleans         |                                |                    |
| 2005                                  | Tim Petrovic                   | États-Unis         |
| 2006                                  | Chris Couch                    | États-Unis         |
| 2007                                  | Nick Watney                    | États-Unis         |
| 2008                                  | Andrés Romero                  | Argentine          |
| 2009                                  | Jerry Perry                    | États-Unis         |
| 2010                                  | Jason Bohn                     | États-Unis         |
| 2011                                  | Bubba Watson                   | États-Unis         |
| 2012                                  | Jason Dufner                   | États-Unis         |
| 2013                                  | Billy Horschel                 | États-Unis         |
| 2014                                  | Noh Seung-yul                  | Corée du Sud       |
| 2015                                  | Justin Rose                    | Angleterre         |
| 2016                                  | Brian Stuard                   | États-Unis         |
| 2017                                  | Jonas Blixt et Cameron Smith   | Suède Australie    |
| 2018                                  | Billy Horschel et Scott Piercy | États-Unis         |
| 2019                                  | Ryan Palmer et Jon Rahm        | États-Unis Espagne |
| 2020 : Édition annulée (Covid-19)     |                                |                    |
| 2021                                  | Marc Leishman et Cameron Smith | Australie          |